# Nina Dragičević
Nina Dragičević, slovenska pesnica, esejistka in skladateljica, * 1984, Novo mesto
Leta 2018 je kot prva v zgodovini pesniške nagrade Vitez poezije prejela obe nagradi – nagrado strokovne žirije in nagrado občinstva. Istega leta je prejela svečano listino Univerze v Ljubljani za izjemne dosežke in priznanje Fakultete za družbene vede.
Leta 2020 je za pesniško knjigo Ljubav reče greva prejela Župančičevo nagrado, leta 2021 še Jenkovo za knjigo To telo, pokončno.
Je doktorica sociologije. Od leta 2017 je umetniška vodja festivala Topografije zvoka, od leta 2022 pa tudi urednica Zbirke Vizibilija pri Založbi Škuc.
Dragičević je članica Društva slovenskih pisateljev in Slovenskega centra PEN.

## Skladateljsko delo
- vox populi(st) (2014, Kapelica, Sonoretum)[3]
- Parallellax (2016, Založba Kamizdat)[4]
- elektroakustična opereta Gospa, tega v realnosti ni[5] (2019, Založba Kamizdat)[6]
- zvočna instalacija Ekstenzije užitka / Extensions of Pleasure (2019)[7]

## Nagrade in priznanja
- 2018 Palma Ars Acustica Award (EBU)[8] – ožji izbor
- 2018 Nagrada Vitez poezije 2018, nagrada občinstva[9]
- 2018 Nagrada Vitez poezije 2018, nagrada strokovne žirije[10]
- 2019 Mednarodni festival sodobnih umetnosti – Mesto žensk –  avtorica v fokusu[11]
- 2019 Veronikina nagrada – ožji izbor[12]
- 2019 Jenkova nagrada – ožji izbor
- 2020 Kritiško sito – ožji izbor
- 2020 Festival Pranger – kritiški izbor
- 2020 10 books from Slovenia – kritiški izbor
- 2020 Župančičeva nagrada[13]
- 2021 Jenkova nagrada[14]
- 2022/2023 Werner Düttmann Fellowship (Akademie der Künste, Berlin)[15]
- 2023 nagrada Ane Mayer Kansky za odmevno doktorsko delo